# Fariseu
Fariseu  (ebraică: פְּרוּשִׁים perushim, latină: pharisæ|us, -i) a fost o grupare teologică, politico-religioasă în Iudaismul antic. Ea a existat în perioada celui de-al doilea Templu iudaic (516 î.H. - 70 d.H.). Fariseii (ebr. perushim) au apǎrut ca grup distinct imediat dupǎ revolta Macabeilor (165-160 î.H.), fiind considerați descendenții spirituali ai Hasidienilor, conducǎtorii acelei revolte. Dupǎ distrugerea celui de-al doilea Templu în anul 70 d.H., fariseii au continuat sǎ funcționeze în sinagogi și în școli, încurajând poporul evreu, dar, cu timpul, puterea lor s-a redus.
Termenul fariseu indică un membru al unei grupări minoritare active în  cadrul iudaismului palestinian până la căderea Ierusalimului, a cărui trăsătură distinctivă era respectarea strictă a Legii scrise și a vechilor tradiții orale iudaice. În sens figurat, fariseu înseamnă un om ipocrit, fățarnic, prefăcut.
Mǎrturiile cele mai cunoscute despre farisei sunt cele din Noul Testament și din lucrările istoricului evreu Josephus Flavius. 
Unii dintre cei mai de seamǎ reprezentanți ai fariseilor au trǎit în perioada eleno-romanǎ a iudaismului. Hillel, care a trǎit în timpul lui Irod cel Mare (Herodes cel Mare), este considerat a fi inițiatorul curentului fariseic. Între anii 30-70 d.H. a activat Gamaliel, dascălul lui Pavel. 
Mulți considerǎ că rabinismul modern își are izvorul, mai ales, în fariseism.